# Wide Open
 (janvier 2024).
Si vous disposez d'ouvrages ou d'articles de référence ou si vous connaissez des sites web de qualité traitant du thème abordé ici, merci de compléter l'article en donnant les références utiles à sa vérifiabilité et en les liant à la section « Notes et références ».
Albums de Kinobe
Versebridgechorus?
(2001) Choose Your Own Adventure
(2009)
Wide Open est le troisième album du groupe Kinobe, sorti le 27 janvier 2004.

## Liste des pistes
| 1.    | Luciole                 | 3:40 |
| 2.    | Tired heart             | 3:32 |
| 3.    | Slow motion             | 5:00 |
| 4.    | I am one                | 4:11 |
| 5.    | Moonlight and mescaline | 4:13 |
| 6.    | Keep playing            | 3:00 |
| 7.    | Whirling round          | 3:34 |
| 8.    | Stay                    | 3:23 |
| 9.    | Vanishing point         | 3:45 |
| 10.   | Party animals           | 3:34 |
| 11.   | The contender           | 4:43 |
| 12.   | Hidden sun              | 3:36 |
| 47:15 |                         |      |